# L'Atelier du roman
L'atelier du roman ("Laboratorio del romanzo") è una rivista letteraria francese trimestrale fondata a Parigi nel 1993 dal saggista Lakis Proguidis e successivamente distribuita dal Groupe Flammarion e dall'editore canadese Boreal.
Gli scrittori i cui lavori sono apparsi sulla rivista comprendono Milan Kundera, Martin Amis, Benoît Duteurtre, Philippe Muray, Fernando Arrabal e Michel Houellebecq.